# Artur Avila
Artur Avila Cordeiro de Melo (n. 29 iunie 1979, Rio de Janeiro, Rio de Janeiro, Brazilia) este un matematician brazilian și francez specializat în sisteme dinamice și teorie spectrală. A fost laureat cu Medalia Fields în 2014.

## Biografie
S-a născut în 1979 în Rio de Janeiro. Tatăl său este angajat la o societate de reasigurare de stat, iar mama lucrează în administrația fiscală a orașului Rio. După separarea părinților când era opt, s-a arătat interesat de matematică, concentrându-se pe acesta disciplina în detrimentul celorlalte. A fost expulzat de Colégio de São Bento  după ce a refuzat să susțină examenul obligatoriu de religie. În 1995 a câștigat medalia de aur la Olimpiada Internațională de Matematică, ceea ce i-a permis să înceapă studii la Institutul Național de Matematică Pură și Aplicată (IMPA), în paralel cu studii la liceu. Și-a susținut teza la vârsta de 21 de ani sub conducerea lui Welington de Melo.
Cu ocazia unui simpozion în Portugalia, a descoperit Europa, apoi Franța, unde lucrează mulți matematicieni specializați în domeniul său. A și dorit să rămână în Paris din motive personale, învățând singur franceză. Totuși, a ratat de două ori concursul de la Centrul Național Francez de Cercetări Științifice (CNRS). Francezul Jean-Christophe Yoccoz, profesor la IMPA, l-a sprijinit pe el să devine cercător postdoctorat la CNRS. În 2008 a fost numit director de cercetare, cel mai tânăr în exercițiu. Din anul 2009 lucrează la Institutul de Matematică (IMJ) din cadrul Universități Paris Diderot și la IMPA. A dobândit cetățenie franceză în 2013. Își împarte timpul între Paris și Rio, unde locul său de muncă principal este plaja Leblon.

## Lucrări
Lucrează în domeniul teoriei sistemelor dinamice, și în special a dinamicii unidimensionale. Pentru cercetările sale a primit în 2014 cea mai înaltă distincție în matematică, Medalia Fields.

## Legături externe
- Pagina lui Artur Avila la IMJ